# Oribella
Oribella é um género de ácaros pertencentes à família Oribellidae.
As espécies deste género podem ser encontradas na Europa.
Espécies:
- Oribella adelaidae Golosova & Karppinen, 1985
- Oribella borealis Willmann, 1943
- Oribella canariensis Pérez-Íñigo, 1986
- Oribella castanea (Hermann, 1804)
- Oribella cornuta Berlese, 1910
- Oribella dentata Mihelcic, 1962
- Oribella fujikavae Mahunka, 1982
- Oribella fujikawae Mahunka, 1982
- Oribella magna Mihelcic, 1957
- Oribella matritensis Arillo, Bordel & Subías, 1988
- Oribella pectinata (Michael, 1885)